# Dragon Forum
Dragon Forum (Międzynarodowa Akademia Dokumentu w sercu Europy) – warsztaty filmu dokumentalnego i pitching podczas Krakowskiego Festiwalu Filmowego, istniejące od 2005.
Dragon Forum oferuje praktyczną pomoc w rozwoju i marketingu filmu dokumentalnego przeznaczonego dla międzynarodowej widowni, a także tworzy platformę współpracy filmowców i inwestorów. Jego celem jest  stymulacja koprodukcji międzynarodowych i nowoczesnych form dokumentowania rzeczywistości. Podczas wieczorów otwartych prezentowane są filmy z zakresu sztuki dokumentu oraz organizowane spotkania z ich autorami. Językiem wykładowym Dragon Forum jest angielski.
Organizatorzy i partnerzy Dragon Forum: Arkana Studio, Międzynarodowe Stowarzyszenie Przyszłość Mediów,  Krakowska Fundacja Filmowa, Stowarzyszenie Filmowców Polskich, Polski Instytut Sztuki Filmowej, Program Unii Europejskiej MEDIA, Mistrzowska Szkoła Reżyserii Filmowej Andrzeja Wajdy, HBO Central Europe, European Documentary Network, Stopklatka, Centrum Sztuki Współczesnej w Warszawie.
Zajęcia Dragon Forum odbywają się m.in. w miastach, takich jak Warszawa, Kraków, Cieszyn, Kijów, Moskwa, Mińsk, Budapeszt.

## Uczestnicy, wykładowcy, redaktorzy
W Dragon Forum brali udział uczestnicy z różnych krajów, m.in.: Victor Asliuk i Volga Dashuk – Białoruś, Maciej Cuske – Polska, Ionut Carpatorea i Sorin Manu – Rumunia, Michał Marczak – Polska, Bartek Konopka – Polska, Ella Shtyka – Ukraina, Agnes Sos – Węgry, Ella Shtyka i Dmitry Tyazlov – Ukraina, Maxim Vasyanovich – Ukraina, Anna Więckowska – Polska.
Wykładowcy Dragon Forum to polscy i zagraniczni twórcy oraz eksperci, tacy jak.: Jacek Bławut (Polska), Carmen Cobos (Holandia / Hiszpania), Heino Deckert (Niemcy), Marc Lorber (Stany Zjednoczone) Marcel Łoziński (Polska), Paweł Pitera (Polska), Marijke Rawie (Holandia), Dorota Roszkowska (Polska), Steven Seidenberg (Wielka Brytania), Rada Šešiċ (Holandia / Chorwacja), Peter Wintonick (Kanada), Maria Zmarz-Koczanowicz (Polska), Vita Żelakeviciute (Litwa).
Redaktorzy stacji telewizyjnych, decydenci funduszy filmowych i producenci, którzy rozpoczęli koprodukcję projektów rozwijanych na Dragon Forum, to m.in.: Anne Baumann (ARTE), Barbara Paciorkowska (TVP2), Barbara Pawłowska (TVP1), Catherine Olsen (CBS), Claudia Schreiner (MDR), Cynthia Kane (ITVS), Grażyna Bukowska (TVN), Hans Robert Eisenhauer (ARTE ZDF), Heino Deckert (Ma.Ja.De), Jenny Westergaard (YLE), Jerzy Dzięgielewski (HBO), Katarzyna Ślesicka (Andrzej Wajda Masterschool of Film Directing), Katja Wildermuth (MDR), Marc Lorber (HBO), Philippe Muller (Arte), Wim van Rompaey (Lichtpunt).
Autorką i producentką Dragon Forum jest Dorota Roszkowska.

## Filmy
Wybrane filmy, do których realizacji przyczynił się Dragon Forum:
- Co się zdarzyło na wyspie Pam, reż. Eliza Kubarska, PL, 2009;
- I am Monument to Myself, reż. Dmitri Tyazlov, UA, 2009;
- Themerson & Themerson, reż. Wiktoria Szymańska, FR/UK/PL, 2010;
- Gugara, reż. Andrzej Dybczak, Jacek Nagłowski, PL/UK, 2008;
- Invisible Strings – Talented Pusker Sisters, reż. Ágnes Sós, HU, 2010;
- Królik po berlińsku, reż. Bartek Konopka, DE/PL/BE/FIN, 2009;
- Kruzenshtern, reż. Maciej Cuske PL/FR/FIN, 2009;
- Mama umerła w subotu na kuchne..., reż. Maxym Vasyanovych UA/FIN/SV 2010, 2009;
- Efekt Chopina, reż. Krzysztof Dzięciołowski, PL, 2010;
- Robinsons of Mantsinsaari, reż. Victor Asliuk DE/BY, 2008.